# منگ هونگوی
منگ هونگوی (انگلیسی: Meng Hongwei; نوامبر ۱۹۵۳ (۷۱ سال) –) سیاستمدار، پلیس نظامی اهل جمهوری خلق چین است. هونگوی در هشتادو پنجمین مجمع عمومی پلیس بین‌الملل تا سال ۲۰۲۰ به عنوان دبیرکل اینترپل منصوب شد.

## ناپدید شدن
وی در اواخر ماه سپتامبر ۲۰۱۸ پس از ترک فرانسه و سفر به چین ناپدید شد. به گفته برخی منابع خبری وی بازداشت شده و تحت بازجویی قرار گرفته‌است. تاکنون هیچ خبر رسمی در مورد مشاهده او منتشر نشده‌است.
در تاریخ ۱۸ نوامبر ۲۰۱۸ در گردهمایی روسای پلیس کشورهای جهان در دبی (اینترپل) یورگن استوک دبیرکل انترپل اظهار داشت منگ هونگوی با اینکه دوره اش تا سال ۲۰۲۰ ادامه دارد اما چین استعفای او را در ۷ اکتبر به اینترپل داده‌است. وی به خبرنگاران گفت مقامات چین را تشویق کرده تا اطلاعات و ردپای محل بازداشت منگ را فاش کنند و به او وضعیت حقوقی اعطا کنند اما دیگر کار بیشتری نمی‌تواند بکند نقش انترپل حکم کردن بر کشورهای عضو نیست.